# فرچه‌پایان گرمسیری
 فرچه‌پایان گرمسیری(نام علمی: Biblidinae) نام یک زیرخانواده از تیره فرچه‌پایان است.